# Rothsay
Rothsay è un comune degli Stati Uniti d'America, situato nello Stato del Minnesota, diviso tra la contea di Otter Tail e la contea di Wilkin.